# Узунский район
Узунский район (узб. Uzun tumani / Узун тумани) — административная единица в Сурхандарьинской области Узбекистана. Административный центр — городской посёлок Узун.

## История
Узунский район был образован в 1943 году. В 1959 году упразднён, а все городские посёлки и сельские сходы вошли в состав Сариасийского района. Узунский район восстановлен указом президента Республики Узбекистан №УП-301 от 9 апреля 1991 года.

## Административно-территориальное деление
По состоянию на 1 января 2011 года, в состав района входят:
9 городских посёлков:
1. Узун,
2. Джанчекка,
3. Карашик,
4. Маландиян,
5. Мехнат
6. Уланкул,
7. Чинар,
8. Янги Куч,
9. Янги Рузгор.
10. Нуробод

7 сельских сходов граждан:
1. Акастана,
2. Бабатаг,
3. Джанчека,
4. Тельпакчинар,
5. Узун,
6. имени Файзова,
7. Хондиза.